# 卡齐米日·什切尔巴
卡齐米日·什切尔巴（波蘭語：Kazimierz Szczerba，1954年3月4日—），波兰男子拳击运动员。他曾代表波兰参加1976年和1980年夏季奥林匹克运动会拳击比赛，获得二枚铜牌。